# 若林寛朗
若林 寛朗（わかばやし ひろあき）は、日本のディレクター・放送作家・ライター・イベントプランナーである。
血液型はO型。大阪府堺市出身。

## 人物
西大和学園高等学校、信州大学工学部卒業、同大学院修士課程修了。
お笑い芸人「R藤本」と大阪のインディーズお笑いLIVEでコンビを組んでいた時代がある。当時の芸名は「浴衣舟」、コンビ名は「ミスター・チルドレン」。M-1の予選にも参加している。
その後、東京に移住し構成作家、放送作家になった。2009年 - 2010年頃は「わかまさみ」の名前を使用していた。
お笑い芸人「ロッチ」の単独ライブに携わっている。
2015年の11月以降は、長野朝日放送で駅前テレビのディレクターとして勤務している。
2022年度JRA賞馬事文化賞を受賞した「木曽馬と生きる〜風わたる里　開田高原〜」でディレクターを務めている。

## 略歴
- 2006年5月、R藤本とお笑いコンビ『ミスター・チルドレン』を結成[5]。
- 2007年2月、コンビ名を『羅生者』に改名[5]。
- 2007年4月、お笑いコンビ『羅生者』を解散[4]。
- 2007年秋、作家を目指し上京する[9]。
- 2009年7月頃、「R藤本の水曜はじけてまざれ!」のスタッフに就任[4]。
- 2010年5月28日、信州に関するグルメや観光地などの情報を紹介する『長野ウラドオリ』と言うブログを始める[2][3][10]。
- 2010年6月2日、「R藤本の水曜はじけてまざれ!」の番組内で、他の仕事が忙しくなったので同番組スタッフを卒業する事を発表。但し2010年9月頃までは同番組スタッフとして参加していた。
- 2015年、河川環境楽園で展開されている謎解きイベントの企画を行う。その後も東海圏を中心にいくつかの謎解き系イベントを手掛けている。その際、「ぼうけん製作所」という屋号を使用している。
- 2015年7月下旬、長野から東京勤務に変わったばかりのディレクターと飲んでいた時の会話がきっかけで、長野県のテレビ局で働くディレクターになる事が決定する[10]。
- 2015年10月、長野県に移住する[2][3][11]。